# Bienvenue à Woop Woop
Pour plus de détails, voir Fiche technique et Distribution.
Bienvenue à Woop Woop (Welcome to Woop Woop) est un film australo-britannique réalisé par Stephan Elliott, sorti en 1997.
Il s'agit de l'adaptation du roman de Douglas Kennedy The Dead Heart publié en 1994, et traduit en français sous les titres Cul-de-sac, puis Piège nuptial.

## Fiche technique
- Titre original : Welcome to Woop Woop
- Titre français : Bienvenue à Woop Woop
- Réalisation : Stephan Elliott
- Scénario : Stephan Elliott et Michael Thomas (en) d'après le roman Piège nuptial (anciennement Cul-de-sac) de Douglas Kennedy
- Décors : Owen Paterson
- Photographie : Mike Molloy
- Montage : Martin Walsh
- Musique : Guy Gross
- Production : Antonia Barnard, Finola Dwyer, Grant Lee, Margot Lulick, John Bard Manulis, Nik Powell et Stephen Woolley
- Pays d'origine : Australie - Grande-Bretagne
- Format : Couleurs - 2,35:1
- Genre : aventure, comédie
- Date de sortie : 1997

## Distribution
- Johnathon Schaech  (VF : Emmanuel Curtil)  : Teddy
- Rod Taylor : Daddy-O
- Susie Porter : Angie
- Dee Smart : Krystal
- Richard Moir : Reggie
- Maggie Kirkpatrick : Ginger
- Barry Humphries : Blind Wally
- Mark Wilson : Duffy
- Paul Mercurio : Midget
- Rachel Griffiths : Sylvia
- Tina Louise : Bella
- Chelsea Brown : Maude
- Stephan Elliott : Conducteur de camion (non crédité)